# Andreas Waschburger
Andreas Waschburger (* 6. Januar 1987 in Saarbrücken) ist ein deutscher Marathonschwimmer.

## Leben
Andreas Waschburger lebt in Saarbrücken. Er ist Polizeikommissar und gehört der Sportfördergruppe der Saarländischen Polizei an. Als Schwimmer der SSG Saar Max Ritter wird er von Jan Wolfgarten trainiert.
Seine ersten Schwimmschritte hat Waschburger beim Saarbrücker Schwimmverein SV Malstatt-Burbach e.V gemacht.
Waschburger begann 2004 mit dem Freiwasserschwimmen. 2009 wurde er Dritter der Europacup-Gesamtwertung, 2010 und 2013 gewann er diese Serie über 5 und 10 Kilometer. 2011 gewann er ein Weltcuprennen in Cancún und wurde Dritter der Weltcup-Gesamtwertung. Bei den Europameisterschaften in Budapest wurde er 2010 17., bei den Weltmeisterschaften im Jahr darauf Zehnter. Damit qualifizierte er sich für die Olympischen Sommerspiele 2012 in London, bei denen er den achten Rang belegte. Im Jahr 2013 startete er bei der Universiade in Kasan über 10 km und wurde Dritter hinter Matteo Furlan (Italien) und Romain Berand (Frankreich).
National gewann Waschburger 2012 über 5 Kilometer die Vizemeisterschaft und wurde über 10 Kilometer Dritter. Bei den Internationalen Deutschen Meisterschaften belegte er 2007 über 25 Kilometer und 2008 über 10 Kilometer den dritten, 2010 über 10 Kilometer den zweiten Platz.
Bei den Europameisterschaften der Freiwasserschwimmer 2012 in Piombino, Italien, belegte Waschburger über 5 und 10 km den zweiten Platz und wurde Vizeeuropameister. 2017 gewann er als erster Deutscher Vansbrosimningen in Schweden.
Bei der WM in Budapest belegte er über 25 m den 11. Platz, bei der EM in Rom über die gleiche Distanz den 9. Platz.
Anfang 2023 wurde er zweifacher Weltmeister im Eisschwimmen mit der deutschen 4-mal-50-Meter-Mixstaffel und (mit neuer Weltrekordzeit) der 4-mal-250-Meter-Staffel. In Einzelrennen belegte er über 500 m Freistil den zweiten und über 250 m Freistil den vierten Platz.
Am 8. September 2023 durchquerte er den Ärmelkanal von Dover nach Calais in 6 h 45 min 25 s und verbesserte damit den elf Jahre alten Weltrekord über diese 32,31 km lange Strecke.

## Weltrekord im Molokaʻi Channel (2024)
Am 6. Oktober 2024 durchquerte Waschburger den Molokaʻi Channel (Kaʻiwi Channel) zwischen den hawaiianischen Inseln Molokaʻi und Oʻahu in einer Zeit von 9 Stunden, 55 Minuten und 10 Sekunden. Die Strecke misst rund 44 Kilometer und gilt als eine der anspruchsvollsten offenen Wasserstrecken der Welt. 
Mit seiner Zeit unterbot Waschburger den bisherigen Rekord des Ungarn Attila Mányoki aus dem Jahr 2015 (12 Stunden, 2 Minuten) um 2 Stunden und 7 Minuten.
Besondere Aufmerksamkeit erregte der Umstand, dass Waschburger bereits kurz nach dem Start mit dem Gesicht gegen einen Felsen prallte, sich die Nase brach und trotz dieser Verletzung die gesamte Strecke ohne Unterbrechung zu Ende schwamm.
Der Molokaʻi-Durchbruch ist Teil von Waschburgers ambitioniertem Ziel, als erster Deutscher die „Ocean’s Seven“ – das Freiwasseräquivalent zu den Seven Summits – vollständig zu absolvieren.

## Weltcup-Erfolge (10 km)
Andreas Waschburger erzielte im FINA/World Aquatics Marathon Swim World Cup folgende Resultate:
| Jahr | Ort                     | Platz | Anmerkung                               |
| ---- | ----------------------- | ----- | --------------------------------------- |
| 2011 | Cancún (Mexiko)         | 1     | Weltcuprennen über 10 km                |
| 2012 | Gesamtwertung           | 3     | Drittplatzierung Gesamtwertung          |
| 2014 | Lac Saint‑Jean (Kanada) | 1     | Weltcuprennen am 26. Jul 2014           |
| 2014 | Viedma (Argentinien)    | 2     | Weltcuprennen 1. Feb 2014               |
| 2014 | Hongkong                | 3     | Weltcuprennen 18. Okt 2014              |
| 2016 | Lac Mégantic (Kanada)   | 1     | Weltcuprennen 13. Aug 2016              |
| 2016 | Balatonfüred (Ungarn)   | 2     | Weltcuprennen 18. Jun 2016              |
| 2016 | Chun’an (China)         | 2     | Weltcuprennen 9. Okt 2016               |
| 2016 | Gesamtwertung           | 2     | Zweiter Platz Gesamtwertung 2016-League |
| 2016 | Lac Saint‑Jean (Kanada) | 3     | Weltcuprennen 28. Jul 2016              |
| 2019 | Setúbal (Portugal)      | 2     | Weltcuprennen 8. Jun 2019               |

## Erfolge im LEN Open Water Swimming Cup
Andreas Waschburger nahm erfolgreich am LEN Open Water Swimming Cup teil. Er erreichte mehrfach Podestplätze in der Gesamtwertung.

### Gesamtwertung
| Jahr | Distanz      | Platzierung |
| ---- | ------------ | ----------- |
| 2009 | 5 km / 10 km | 3. Platz    |
| 2010 | 5 km / 10 km | 1. Platz    |
| 2013 | 5 km / 10 km | 1. Platz    |

Hinweis: Andreas Waschburger gewann zudem bei Einzelrennen im Rahmen des LEN Open Water Swimming Cups insgesamt 5 × Gold, 2 × Silber und 2 × Bronze. Die Orte und Jahre der Rennen werden ergänzt, sobald offizielle Ergebnislisten vorliegen.

## Ehrungen und Auszeichnungen
- 2012 Saarsportler des Jahres
- 2024 Polizeisportler des Jahres
- 2024: Titelträger **King of the Ice** – Sieger des 1 000 m Freistilrennens bei der IISA-Europameisterschaft in Oradea (Rumänien)[23]
- 2025: Titelträger **King of the Ice** – Sieger des 1 000 m Freistilrennens bei der IISA-Weltmeisterschaft in Molveno (Italien)[24]